# Rue de l'Hôpital-Militaire
La rue de l'Hôpital-Militaire est une rue de Lille, dans le Nord, en France.

## Situation et accès
La rue relie la place Maurice Schumann à la place de Béthune. Elle croise la rue Nationale et donne accès aux rues Saint-Étienne, du Vert-Bois, du Palais Rihour, Jean-sans-peur, Pierre-Dupont, de la Piquerie et Maertens.
Ce site est desservi par la station de métro Rihour.

## Origine du nom
Elle porte le nom de l'hôpital militaire Scrive.

## Historique
Ouverte après l'agrandissement de la ville de 1603, la rue prend le nom de « rue des Jésuites » lorsque les Jésuites entreprennent d'y construire leur collège en 1605. Elle est rebaptisée « rue de l'Hôpital-Militaire en 1781 », lorsque l'hôpital militaire Scrive s'installe dans l'ancien collège d'où les Jésuites ont été expulsés. Elle prend ensuite temporairement le nom de « rue de l'Humanité » en 1793, pour redevenir aussitôt « rue de l'Hôpital-Militaire ».

## Bâtiments remarquables et lieux de mémoire

### Le collège des Jésuites (1592-1766)
À l’origine de l'enseignement public lillois, existait l'école latine (Publicum urbis gymnasium) créée en 1529 par le magistrat de Lille. Elle devient ultérieurement le collège municipal.
À la suite de l'établissement d'une résidence de Jésuites à Lille entre 1562 et 1589, à l'initiative de Jean Vendeville, professeur à l'université de Douai et nommé évêque de Tournai en 1588, le collège municipal est dirigé par des Jésuites de 1592 à 1765. En effet, à la suite d'un accord avec le Magistrat de Lille le 27 avril 1592, les cours des jésuites débutent le 1er octobre 1592. De 1605 à 1611, une nouvelle maison, école et église sont construites sur les fonds du Magistrat, dans une rue récemment ouverte qui longe les nouveaux remparts, l'actuelle rue de Hôpital-Militaire.
Après l'expulsion des Jésuites, le collège municipal est confirmé dans les mêmes lieux en 1767; il est déplacé place aux Bleuets en 1781, puis rue des Arts en 1796.

### Hôpital militaire
L'hôpital militaire Scrive est aménagé entre 1781 et 1784 dans l'ancien collège des Jésuites.

### Hôtel de la Société industrielle du Nord
Au 116, rue de l'hôpital militaire, se trouve un hôtel construit aux XVIIe siècle et XVIIIe siècle, siège de la Société industrielle du Nord de la France et de l'association des anciens élèves de l'Institut industriel du Nord de la France (École centrale de Lille), à partir de 1877 et jusqu'au milieu du XXe siècle.
L'hôtel abrita également la Société géologique du Nord, fondée en 1870, et la Société de géographie de Lille, reconnue d'utilité publique par décret du 21 décembre 1895.

### Hôtel Petipas de Walle
Au 112, rue de l'Hôpital-Militaire se trouve l'hôtel Petipas de Walle.

### Monuments
L'église Saint-Étienne de Lille, des hôtels, immeubles et maisons de la rue sont cités à l'inventaire des monuments historiques.

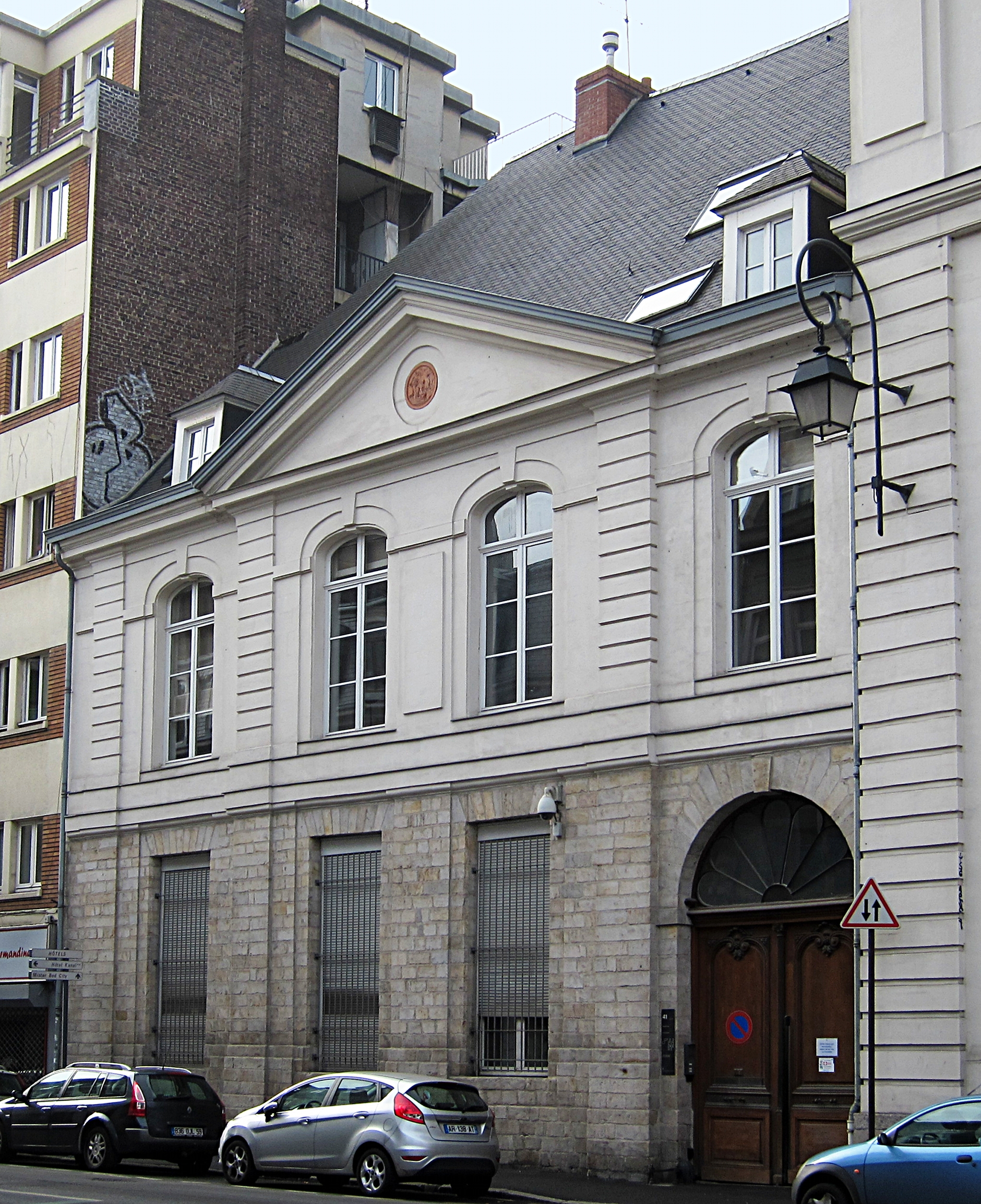
Immeuble au n°41 - Notice no PA00107643, sur la plateforme ouverte du patrimoine, base Mérimée, ministère français de la Culture
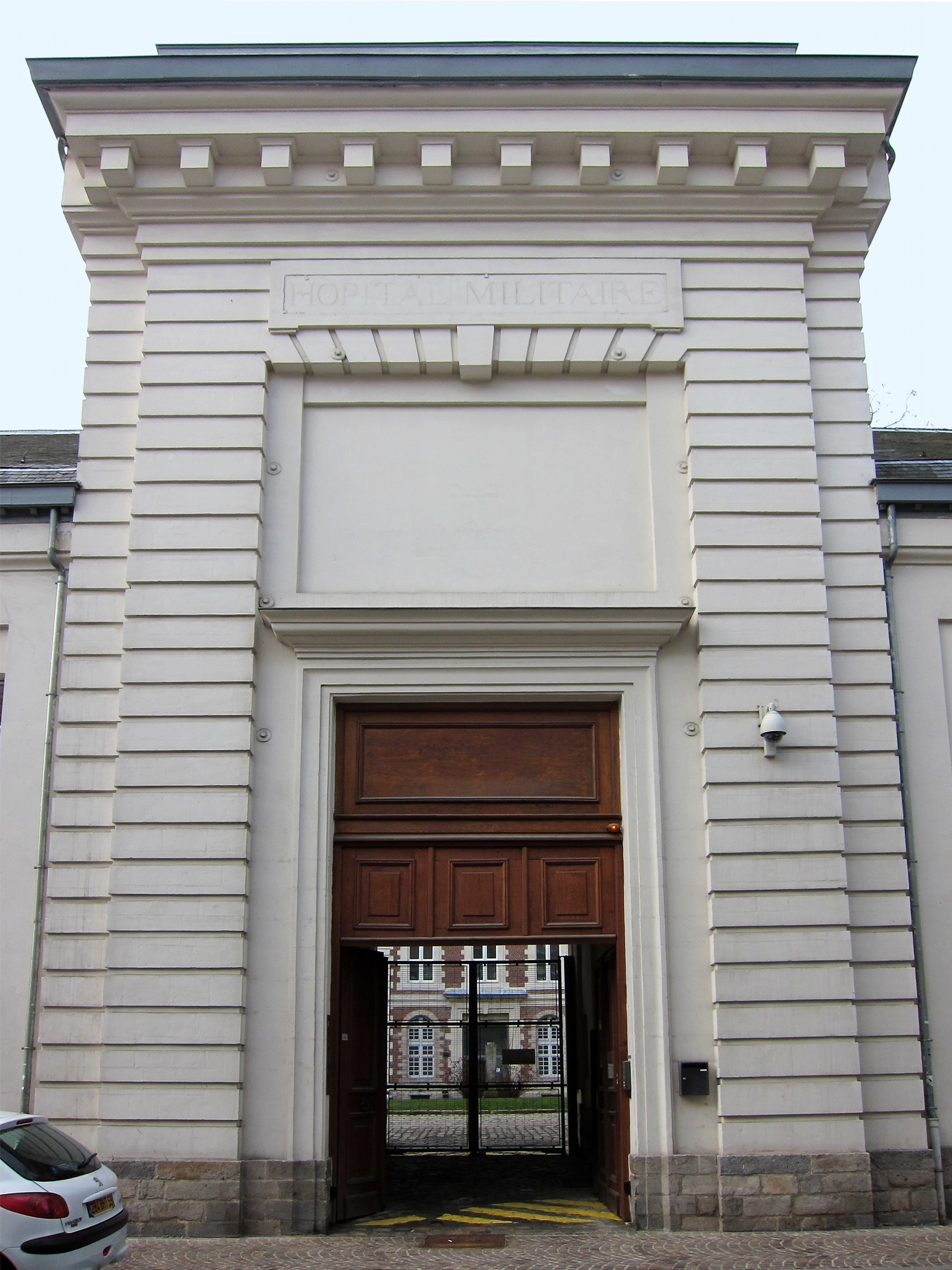
Hôpital militaire Scrive - Notice no PA00107590, sur la plateforme ouverte du patrimoine, base Mérimée, ministère français de la Culture
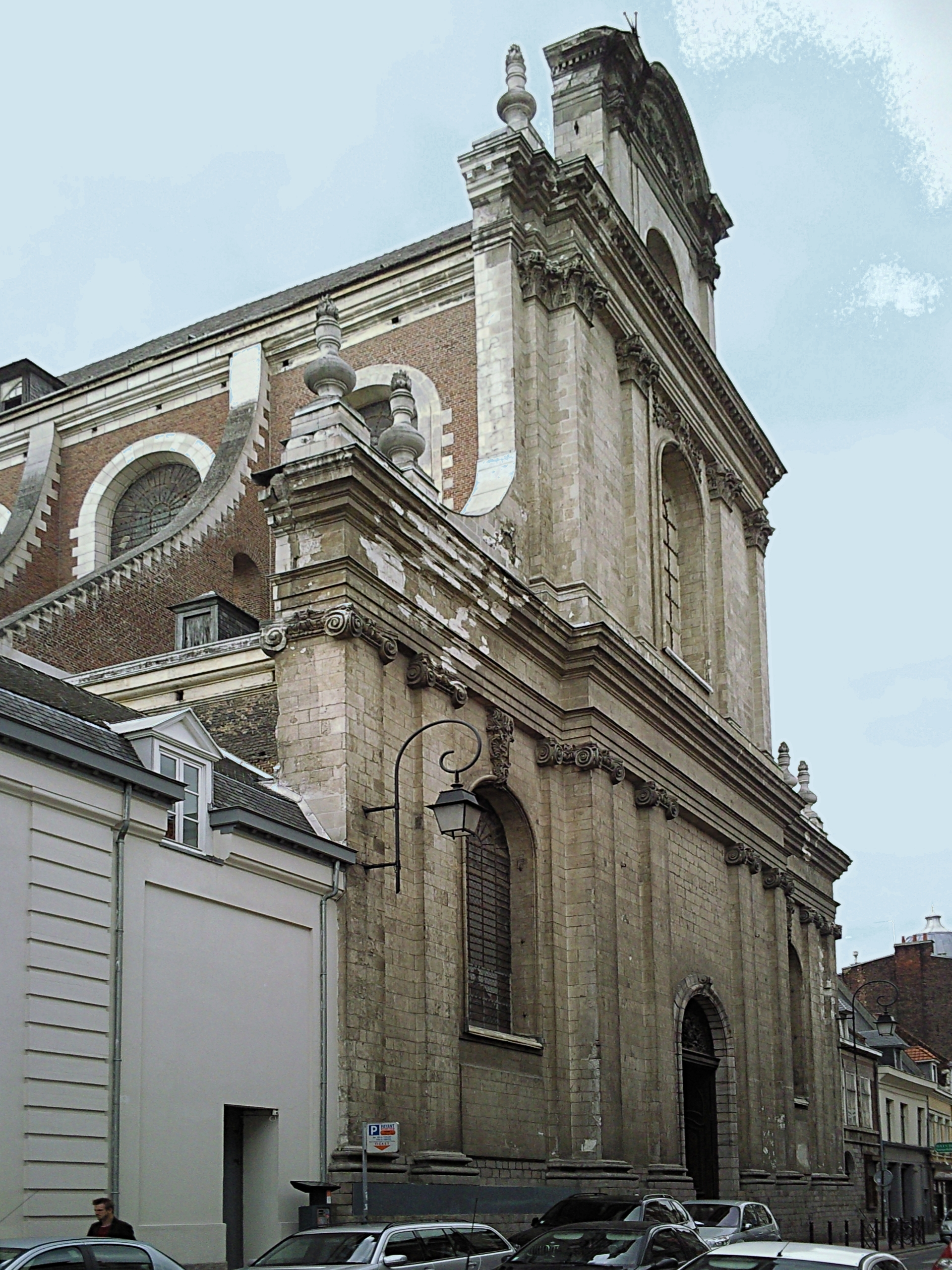
Église Saint-Étienne de Lille - Notice no PA00107580, sur la plateforme ouverte du patrimoine, base Mérimée, ministère français de la Culture
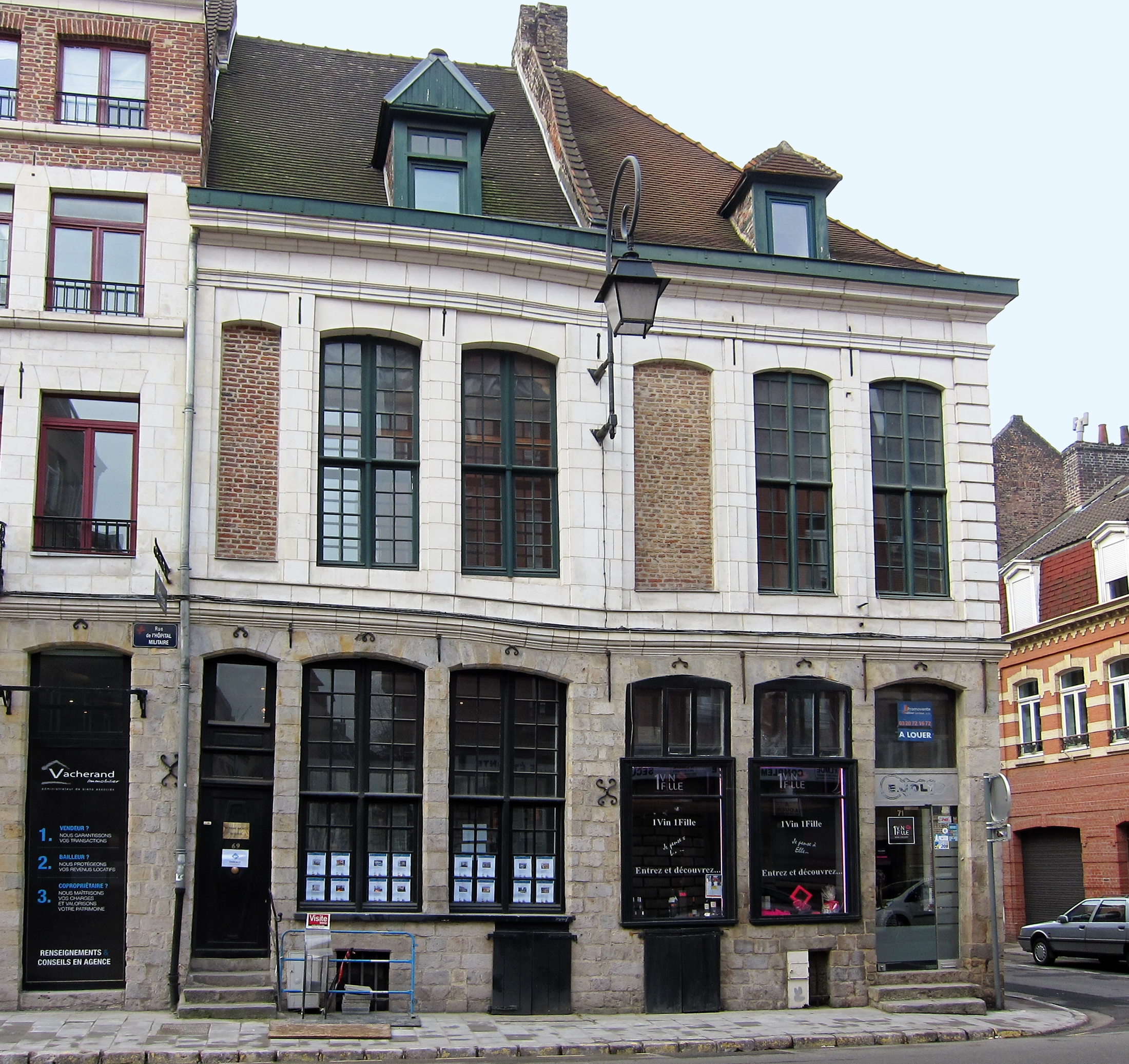
Maisons aux n°69-71 - Notice no PA00107690, sur la plateforme ouverte du patrimoine, base Mérimée, ministère français de la Culture
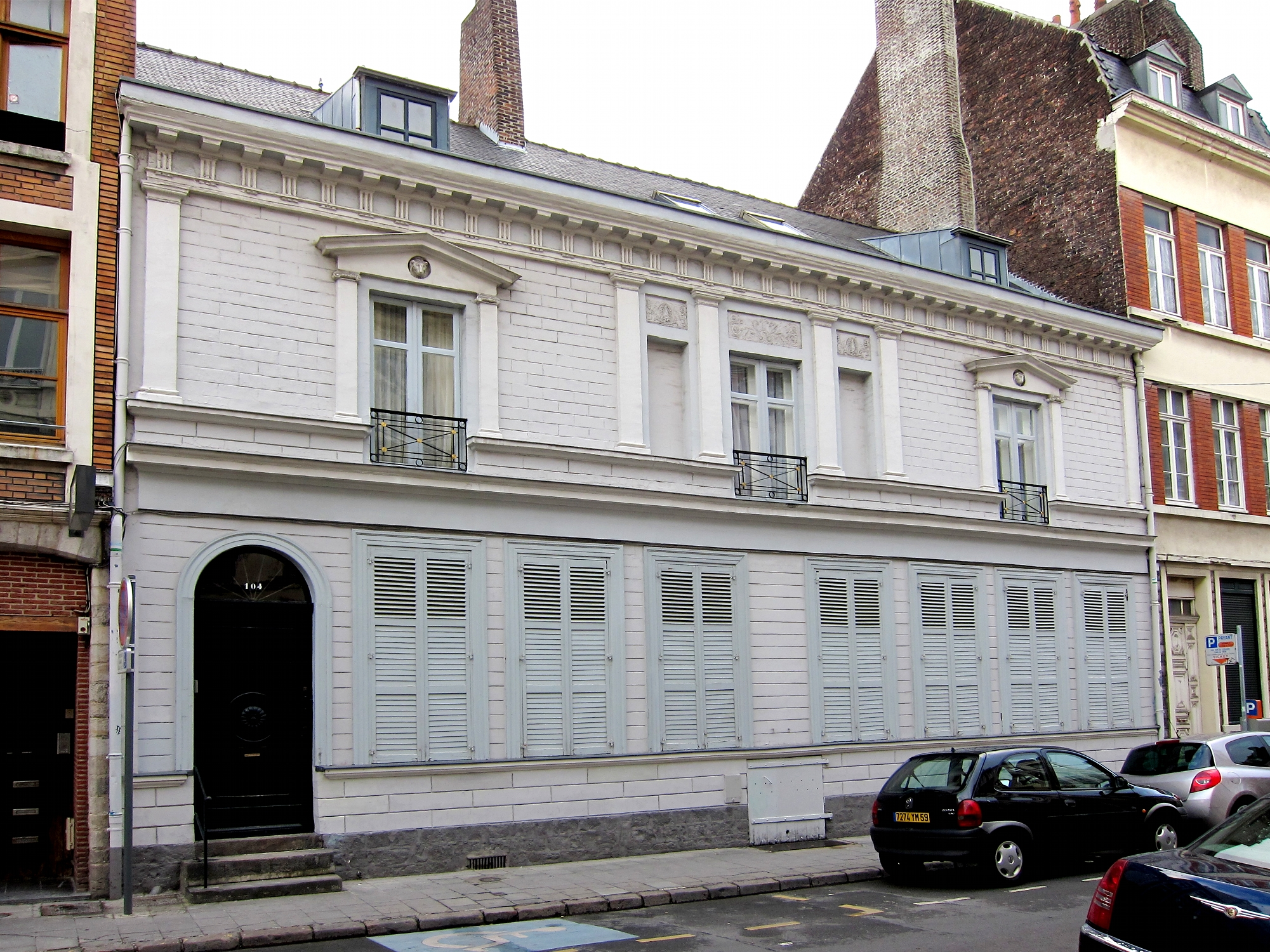
Maison au n°104 - Notice no PA00107691, sur la plateforme ouverte du patrimoine, base Mérimée, ministère français de la Culture
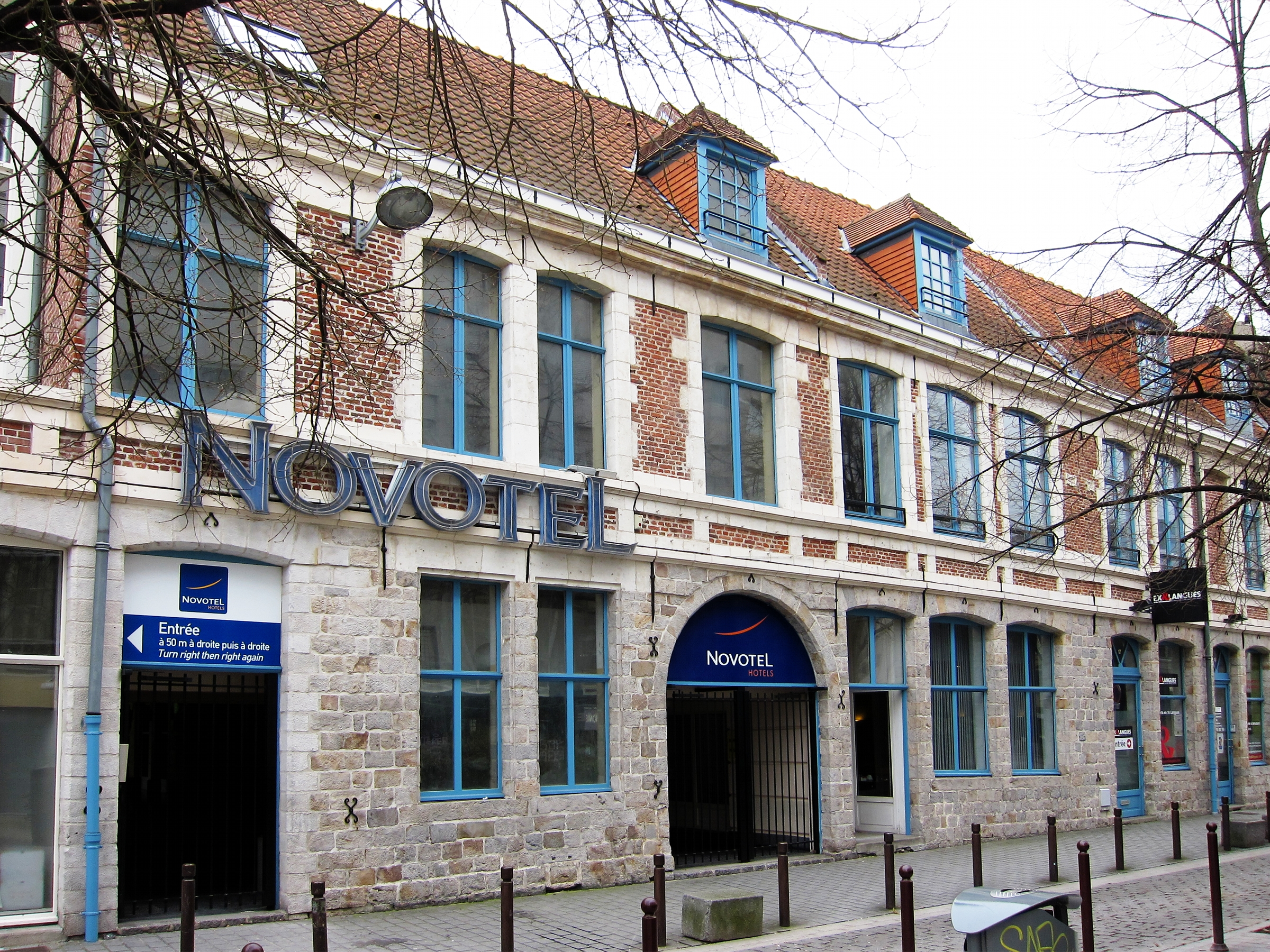
Hôtel de la Société industrielle du Nord de la France aux n°110-116 - Notice no PA00107700, sur la plateforme ouverte du patrimoine, base Mérimée, ministère français de la Culture
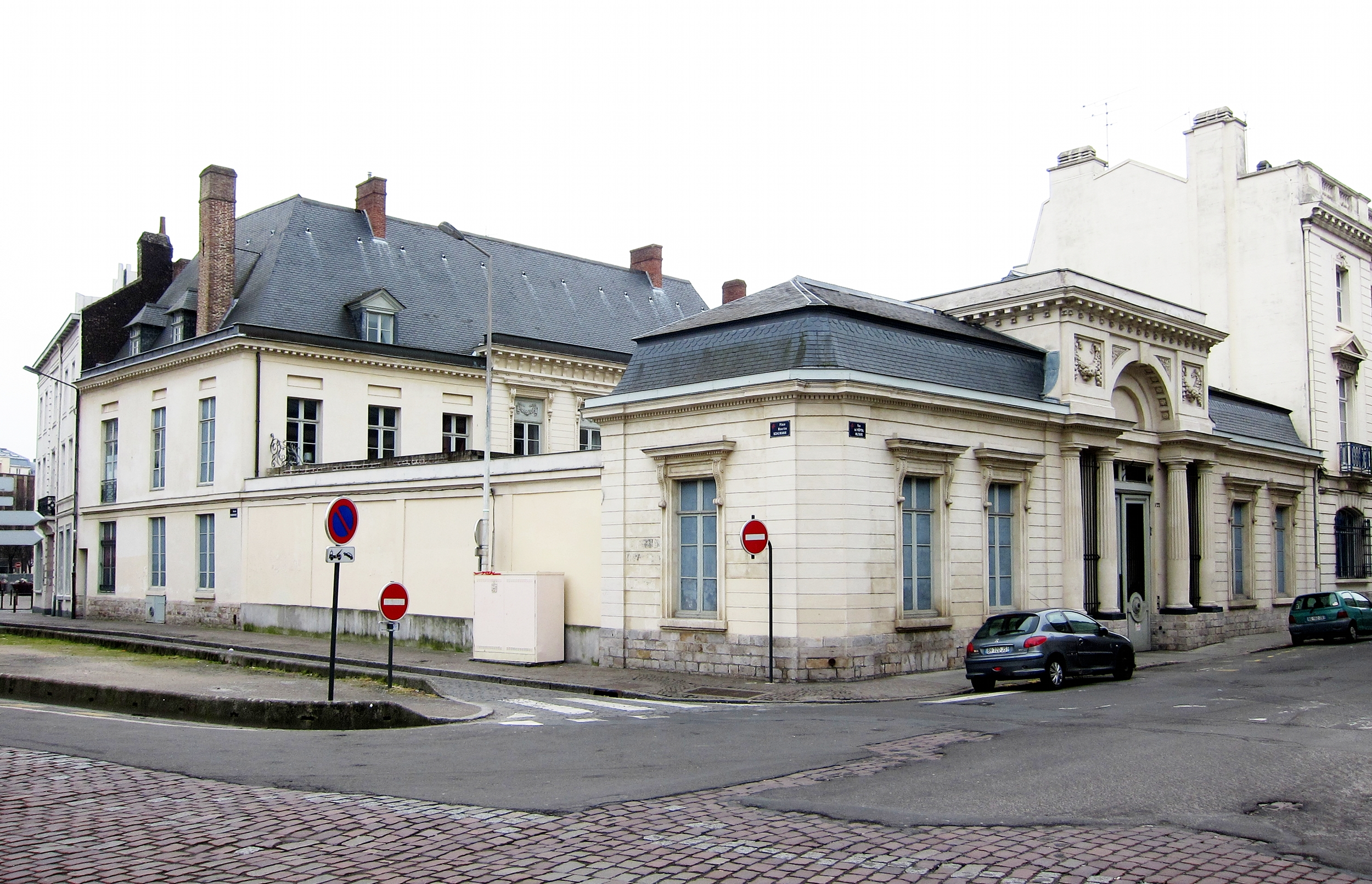
Hôtel Petipas de Walle au n°122 - Notice no PA00107605, sur la plateforme ouverte du patrimoine, base Mérimée, ministère français de la Culture